# Теово
Теово (мкд. Теово) је насеље у Северној Македонији, у средишњем државе. Теово припада општини Чашка.

## Географија
Теово је смештено у средишњем делу Северне Македоније. Од најближег већег града, Велеса, насеље је удаљено 40 km југозападно.
Насеље Теово се налази у историјској области Азот. Насеље је смештено изнад долине реке Бабуне. Северно од насеља издиже се планина Јакупица, а јужно планина Бабуна. Надморска висина насеља је приближно 370 метара.
Месна клима је континентална.

## Историја
У месту је радила српска народна школа између 1871-1876. године. Након прекида обновила је рад 1899. године.

## Становништво
Теово је према последњем попису из 2002. године имало 189 становника.
Претежно становништво у насељу били су етнички Македонци (98%).
Већинска вероисповест било је православље.